# Gyula Makovetz
Gyula Makovetz, né le 29 décembre 1860 à Arad et mort en (août ou décembre) 1903 à Budapest, est un joueur d'échecs et journaliste d'échecs hongrois qui remporta le tournoi de Graz 1890 devant Emanuel Lasker et termina deuxième du septième congrès allemand d'échecs disputé à Dresde en 1892, derrière Siegbert Tarrasch.

## Biographie et carrière
Makovetz était un fonctionnaire de la Chambre de Commerce et d'Industrie qui avait étudié le droit. Il s'installa définitivement à Budapest en 1889. La même année, Makovetz fonda le club d'échecs de Budapest Budapesti Sakkozó Társaság, qui publia sous sa direction le premier journal hongrois d'échecs Budapesti Sakkszemle. Makovetz remporta en 1890 le premier tournoi du club avec un score de cent pour cent. Il remporta également le tournoi les deux années suivantes.
En 1890, Makovetz remporta le tournoi de Graz devant Johann Bauer et Emanuel Lasker qu'il battit dans la partie les opposant. Il termina deuxième, ex æquo avec  Moritz Porges, du  tournoi international du VIIe congrès de la fédération allemande, disputé à Dresde en 1892 et remporté  Tarrasch. En match, il battit Győző Exner et Hugo Diener. En 1893, Makovetz remporta un match contre Rudolf Charousek 3 victoires à 1 et une (ou deux) parties nulles. Après ces parties, il commença à douter de ses capacités et perdit de plus en plus souvent des parties libres contre Géza Maróczy. Déjà, en 1894, son journal avait cessé de paraître pendant un an et il s'arrêta définitivement en 1895. Ce fut un revers sérieux pour Makovetz auquel il ne resta plus que la rubrique d'échecs dans le journal Pesti Napló.
En 1896, Makovetz était un des organisateurs du tournoi du jubilé de Budapest (anniversaire du millénaire de la ville). En préparation du tournoi, à l'automne de 1896, il disputa des parties amicales avec David Janowski, qui le battit largement. Un an après, Makovetz s'était rétabli et il fut battu par  Charousek ainsi que par Maróczy puis il se retira des échecs. On ne connaît pas le jour de sa mort.
Maróczy écrivit dans ses mémoires : « (Makovetz) avait cessé d'avoir des relations avec des personnes. Il sombra dans la paranoïa, il voyait dans chacun un ennemi qui menaçait sa vie. Il avait également rejeté le médecin. Le monde des échecs ne connut sa fin qu'après sa mort. »